# 7Point8
Le 7Point8 est un gratte-ciel de 298 mètres en construction à Jakarta en Indonésie. Son achèvement est prévu. 